# Georgische parlementsverkiezingen 2004
De Georgische parlementsverkiezingen van 2004 vonden plaats op 28 maart 2004 voor 150 van de 235 parlementsleden. Dit was een herhalingsverkiezing voor de 6e convocatie van het Parlement van Georgië, nadat de verkiezingen van 2003 als gevolg van de Rozenrevolutie gedeeltelijk ongeldig waren verklaard vanwege verkiezingsfraude.
Er deden elf partijen en vijf lijstcombinaties mee voor de zetels die via evenredige vertegenwoordiging waren te verdelen. De districtszetels werden niet opnieuw verkozen. De Verenigde Nationale Beweging van (inmiddels) president Micheil Saakasjvili won 135 zetels. De overige vijftien gingen naar het oppositieblok 'Rechtse Oppositie - Industriëlen'.

## Kiesstelsel

De 85 enkelvoudige districten. In de 10 grijze districten werden geen verkiezingen gehouden.

In 2004 gold een gemengd kiesstelsel waarin 150 van de 235 zetels verkozen werden door evenredige vertegenwoordiging van gesloten partijlijsten in een nationaal kiesdistrict, met een kiesdrempel van zeven procent. Verder gold een minimale opkomst van een derde van het aantal geregistreerde kiezers om de verkiezingen geldig te maken. Ondanks binnenlandse en buitenlandse druk de kiesdrempel te verlagen bleef de regering bij de zeven procent, die in 1999 was ingevoerd.
Volgens de kieswet werden de overige 85 zetels verkozen door middel van enkelvoudige districten in een tweerondensysteem met een winnende drempel van 33 procent (een derde). Een speciale regeling betrof tien van deze districtszetels. Deze werden automatisch toebedeeld aan afgevaardigden die in 1992 in Abchazië al verkozen waren, aangezien daar sindsdien geen verkiezingen gehouden konden worden als gevolg van het Georgisch-Abchazisch conflict.
In 2004 waren de districtszetels geen onderdeel van de verkiezing. Het hooggerechtshof bepaalde na de Rozenrevolutie dat de verkiezing in 2003 van de districtszetels geldig bleef, in tegenstelling tot de evenredig verkozen zetels en in weerwil van verzoeken uit het parlement deze ook de annuleren.

## Partijen
In aanloop naar de verkiezingen meldden 34 partijen en vijf verkiezingsblokken zich bij de centrale verkiezingscommissie voor deelname, waarvan respectievelijk 14 partijen en vijf blokken een kandidatenlijst indienden en daarmee op het stembiljet kwamen. Op de laatste dag voor de verkiezingen trokken drie partijen zich terug, omdat ze naar hun zeggen rekening hielden met verkiezingsfraude. Dit waren de Verenigde Communistische Partij en twee andere kleine partijen. De stembiljetten waren al afgedrukt, waardoor er wel op deze partijen gestemd kon worden.

### Revolutieleiders

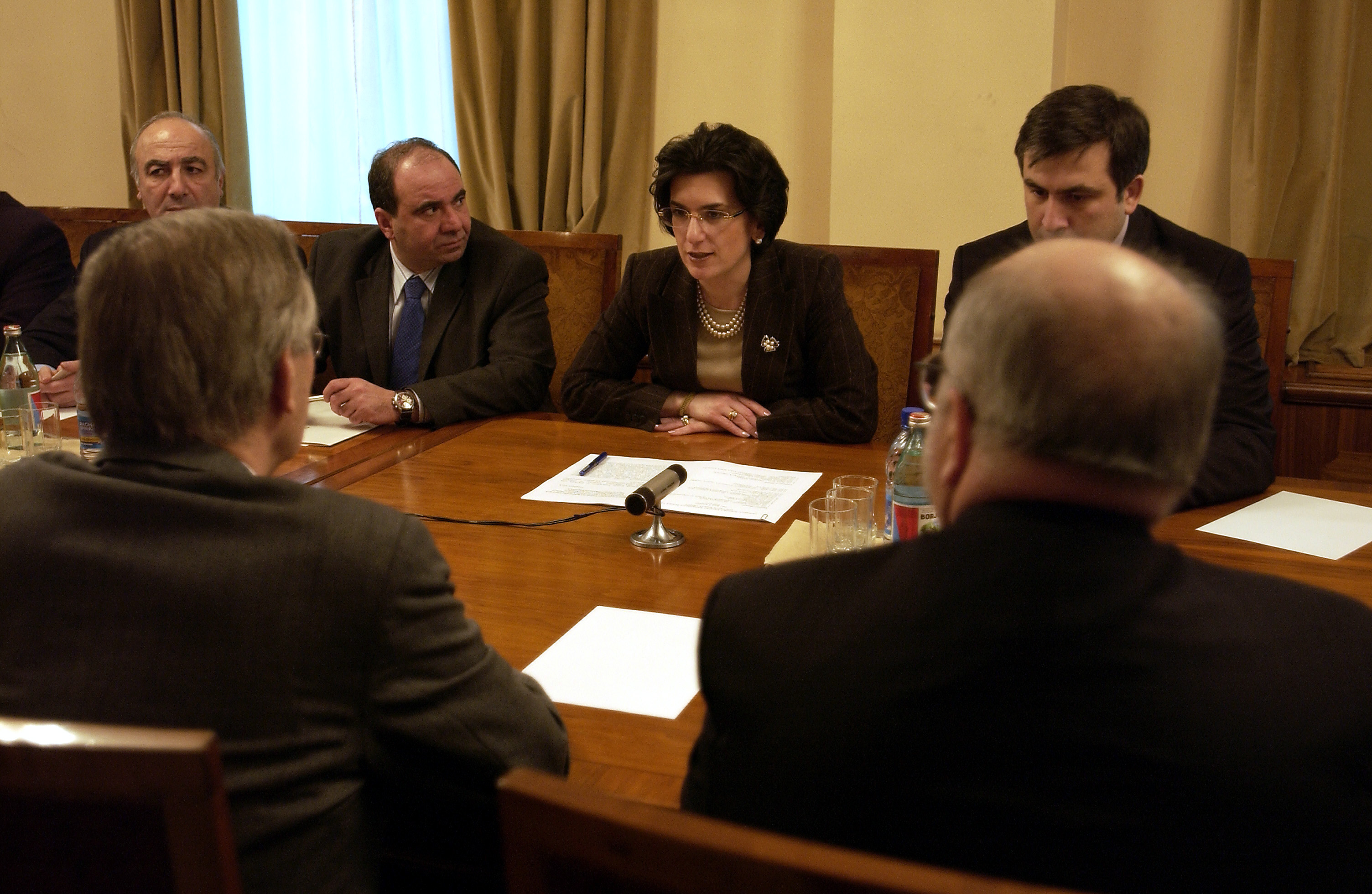
Na de Rozenrevolutie leidden premier Zoerab Zjvania (l), parlementsvoorzitter Nino Boerdzjanadze (n) en president Micheil Saakasjvili (r) het land.

De leiders van de Rozenrevolutie consolideerden naar de verkiezingen toe hun politieke alliantie, terwijl ze het land inmiddels al bestuurden. Micheil Saakasjvili was in januari 2004 tot president gekozen en benoemde Zoerab Zjvania tot zijn premier. Nino Boerdzjanadze bleef parlementsvoorzitter, een machtige rol in het Georgische stelsel. De coalitie van de Nationale Beweging van Saakasjvili met de Republikeinse Partij bundelde hun krachten met de alliantie van Boerdzjanadze en Zjvania's Verenigde Democraten. 
Kort voor de verkiezingen vonden gesprekken plaats over een mogelijke fusie van de Verenigde Democraten en de Nationale Beweging. De Republikeinen hielden deze fusie tegen en noemden Zjvania een intrigant, wat spanningen tussen beiden aanwakkerde. Het samenstellen van de kandidatenlijst ging gepaard met frictie tussen de drie leiders van de revolutie. Parlementsvoorzitter Boerdzjanadze voelde zich tekort gedaan en eiste een groter deel op voor haar aanhang in de gecombineerde lijst.

### Oppositie

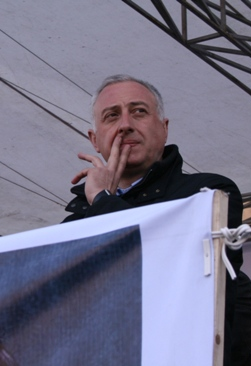
De Nieuwe Rechtsen was samen met Industrie Zal Georgië Redden de belangrijkste oppositie. De partij was net als de Nationale Beweging en de Verenigde Democraten een afsplitsing van de Burgerunie van Sjevardnadze, maar ze steunde de Rozenrevolutie niet. Afgebeeld partijleider Davit Gamkrelidze.

De Burgerunie van de afgetreden Edoeard Sjevardnadze deed niet mee met deze verkiezingen en was na de revolutie op sterven na dood. De belangrijkste alliantie die zich als oppositie tegen de regering van president Saakasjvili opstelde was de samenwerking tussen de Nieuwe Rechtsen en Industrie Zal Georgië Redden. Zij namen deel als 'Rechtse Oppositie - Industriëlen', en bepleitten belastinghervormingen, grondwetshervormingen, bescherming van het private ondernemerschap en Euro-Atlantische integratie.
Andere partijen met potentieel om de kiesdrempel te halen en die zich als oppositie positioneerden waren de Arbeiderspartij onder leiding van Sjalva Natelasjvili en de Unie voor Democratische Wedergeboorte van de Adzjaarse leider Aslan Abasjidze. De spanningen rond Adzjarië liepen gedurende de verkiezingsperiode op, onder meer doordat de nieuwe regering in Tbilisi het centrale gezag over de regio wilde herstellen en zich van Abasjidze wilde ontdoen. Dit culmineerde kort na de verkiezingen in de Adzjaarse crisis. 
Een opvallende nieuwkomer was de partij 'Vrijheid' (Tavisoepleba) van Konstantin Gamsachoerdia, de zoon van de afgezette eerste president Zviad Gamsachoerdia. Konstantin Gamsachoerdia was pas in maart 2004 in Georgië teruggekeerd na twaalf jaar in Zwitserland te hebben gewoond en steeg snel in opiniepeilingen. De lijstcombinatie 'Nationaal-Democratische Alliantie' verenigde de Nationaal-Democratische Partij, een voormalige bondgenoot van Sjevardnadze, en de Unie van Traditionalisten die de Rozenrevolutie had gesteund. De combine maakte zich sterk voor het Georgische uittreden uit het Gemenebest van Onafhankelijke Staten, de beëindiging van de Russische militaire bases in Georgië, en lidmaatschap van de NAVO. Tevens pleitte de alliantie voor een Zuid-Kaukasische Parlementaire Assemblee voor meer regionale samenwerking.

## Verkiezingswaarneming
De verkiezingen werden door ongeveer 6500 binnenlandse en meer dan 500 buitenlandse waarnemers geobserveerd. De OVSE nam het gros van de internationale waarneming op zich, met bijna 500 waarnemers. De missie bestond uit 40 lange-termijn waarnemers die zowel de periode voorafgaand als na de stembusgang rapporteerden en 440 korte-termijn waarnemers uit 43 lidstaten voor de verkiezingsdag. In deze laatste groep bevonden zich ook afgevaardigden namens de Parlementaire Vergadering van de OVSE, de Parlementaire Vergadering van de Raad van Europa en het Europees Parlement die bij elkaar 1.300 van de 2.860 stembureaus bezochten. Het Gemenebest van Onafhankelijke Staten (GOS) stuurde ook verkiezingswaarnemers.
Net als vijf maanden eerder deed het maatschappelijk middenveld aan parallel stemmentellen, volgens het Parallel Vote Tabulation (PVT) principe. Dit is een systeem waarbij onafhankelijke waarnemers steekproefsgewijs de telling op stembureaus parallel registreren. De Georgische NGO International Society for Fair Elections and Democracy (ISFED) verzorgde deze paralleltelling met ruim 1700 burgerwaarnemers.

### Oordeel
De OVSE concludeerde na de verkiezingen dat "de aanloop naar de verkiezingen opmerkelijke vooruitgang liet zien". De organisatie stelde dat ze de "meest democratische sinds de onafhankelijkheid" waren met een verkiezingsproces dat beter was afgestemd op internationale normen voor democratische verkiezingen. De OVSE noteerde niettemin een aantal onregelmatigheden, zoals lokaal opmerkelijke opkomstcijfers, selectieve annulering van resultaten en onjuiste behandeling van sommige klachten die "een uitdaging voor de integriteit van de verkiezingsuitslagen in sommige districten" vormden.
De OVSE gaf aan dat de "politieke wil van de Georgische autoriteiten om de tekortkomingen in het verkiezingsproces aan te pakken, steeds meer op de proef zal worden gesteld in een meer competitieve en pluralistische politieke omgeving". Ze was kritisch over de omstandigheden van de verkiezingen in de autonome republiek Adzjarië, die "opnieuw niet bevorderlijk waren voor democratische verkiezingen". De OVSE rapporteerde intimidatie en geweld tegen aanhangers van de oppositie en tegen journalisten die het democratische tekort in Adzjarië onderstreepten. Hierdoor werd "in feite een dubbele standaard voor verkiezingen in Georgië gecreëerd", volgens de OVSE.

## Resultaten

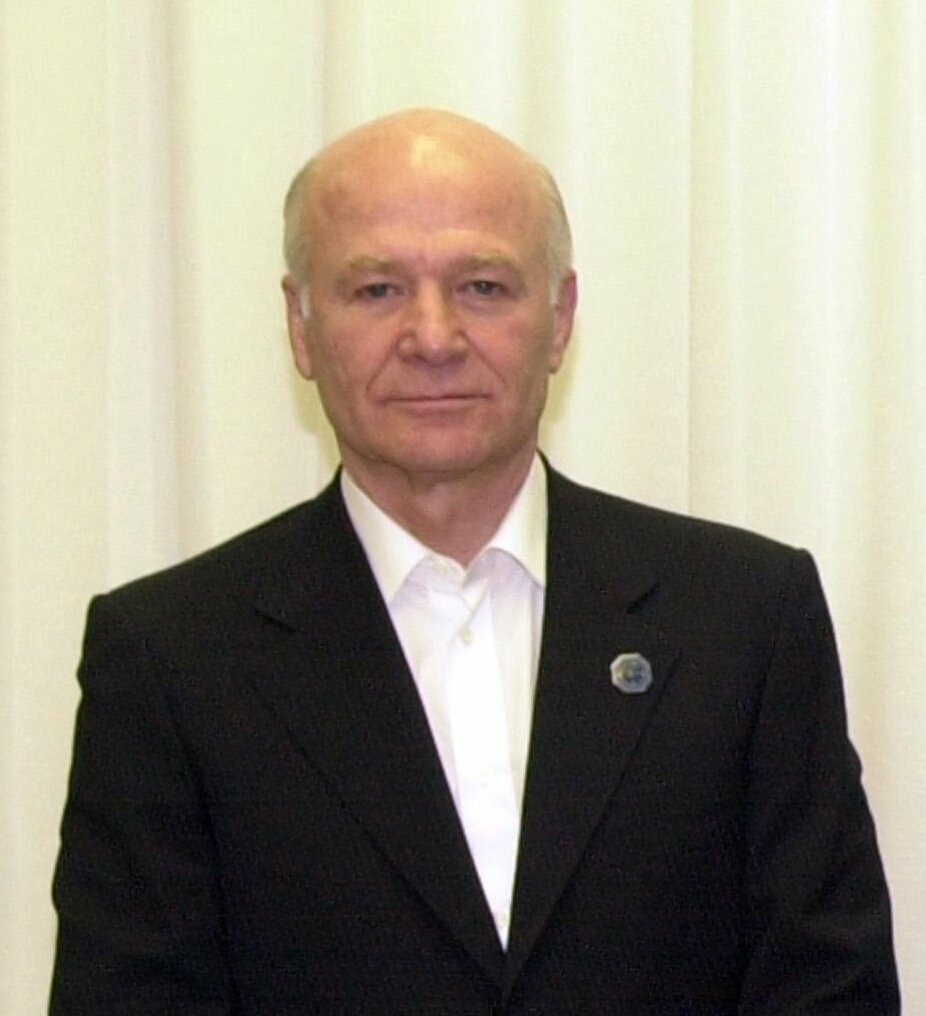
De grote verliezer buiten Sjevardnadze was Aslan Abasjidze, de autocratische leider van de autonome republiek Adzjarië. De verkiezingen werden zijn zwanenzang.

De Verenigde Nationale Beweging van (inmiddels) president Micheil Saakasjvili won met bijna 68 procent van de stemmen 135 van de 150 te verkiezen zetels. Met de districtszetels erbij, inclusief die van de 'Boerdzjanadze-Democraten', behaalde de partij net geen grondwettelijke meerderheid. De overige vijftien verkozen proportionele zetels gingen naar het oppositieblok 'Rechtse Oppositie - Industriëlen', dat bijna acht procent van de stemmen haalde. De Burgerunie van Sjevardnadze deed niet mee met de verkiezingen, maar de eerder verkozen districtszetels bleven namens de partij zitten.
Andere partijen haalden de kiesdrempel van zeven procent niet, waardoor feitelijk 24,5 procent van de stemmen verloren gingen. De Arbeiderspartij behaalde zes procent van de stemmen, wat een groot verlies was ten opzichte van 2003. De partij claimde dat verkiezingsfraude hieraan ten grondslag lag en spande tevergeefs een rechtszaak aan om de resultaten te annuleren. De partij had geen steun verleend aan de Rozenrevolutie en verloor daardoor een groot deel van haar aanhang. In Tsjiatoera werd een districtszetel herkozen. Hier was een tweede ronde nodig, die op 9 april 2004 plaatsvond. De Verenigde Nationale Beweging won deze.

### Adzjarië
De Unie voor Democratische Wedergeboorte kreeg volgens de verkiezingscommissie van Adzjarië meer dan vijftig procent van de stemmen, maar in de rest van het land nauwelijks. De partij bleef daardoor nationaal onder de kiesdrempel. Abasjidze en zijn partij waren na Sjevardnadze de grote verliezers van de Rozenrevolutie. Het was het begin van het einde van zijn politiek bestaan in Georgië, want anderhalve maand later werd hij ontzet uit zijn positie als leider van de autonome republiek Adzjarië en vluchtte hij Moskou.

### Uitslag
| | #5                                | Nationale Beweging - Democraten * Verenigde Nationale Beweging * Boerdzjanadze-Democraten * Republikeinse Partij | 992.275   | 67,75  | 135 | 18 | 153 | +153 | [ 26 ] |  |  |  |  |  |
| | #3                                | Rechtse Oppositie - Industriëlen * Nieuwe Rechtsen * Industrie Zal Georgië Redden                                | 113.313   | 7,74   | 15  | 8  | 23  | +8   | [ 27 ] |  |  |  |  |  |
| | #4                                | Georgische Arbeiderspartij                                                                                       | 89.981    | 6,14   | 0   | 4  | 4   | +2   |        |  |  |  |  |  |
| | #18                               | Vrijheid | 65.809    | 4,49   | 0   | 0  | 0   |      |        |  |  |  |  |  |
| | #2                                | Unie voor Democratische Wedergeboorte                                                                            | 57.829    | 3,95   | 0   | 6  | 6   | -53  |        |  |  |  |  |  |
| | #7                                | Nationaal-Democratische Alliantie * Nationaal-Democratische Partij * Unie van Traditionalisten                   | 38.247    | 2,61   | 0   | 0  | 0   |      |        |  |  |  |  |  |
| | #13                               | Dzjoember Patiasjvili - Eenheid                                                                                  | 37.054    | 2,53   | 0   | 0  | 0   |      |        |  |  |  |  |  |
| | #1                                | Socialistische Partij van Georgië                                                                                | 7.229     | 0,49   | 0   | 0  | 0   |      |        |  |  |  |  |  |
| | #10                               | Nationalisten | 4.039     | 0,28   | 0   | 0  | 0   |      |        |  |  |  |  |  |
| | #16                               | Volksfront | 2.184     | 0,15   | 0   | 0  | 0   |      |        |  |  |  |  |  |
| | #14                               | Partij van Democratische Waarheid                                                                                | 2.062     | 0,14   | 0   | 0  | 0   |      |        |  |  |  |  |  |
| | #12                               | Blok van Nationaal Herstel                                                                                       | 1.759     | 0,12   | 0   | 0  | 0   |      |        |  |  |  |  |  |
| | #8                                | Georgische Politieke Unie "Mtsveli"                                                                              | 737       | 0,05   | 0   | 0  | 0   |      |        |  |  |  |  |  |
| | #11                               | Blok Samshoblo (Moederland)                                                                                      | 520       | 0,04   | 0   | 0  | 0   |      |        |  |  |  |  |  |
| | #15                               | Partij van Nationale Ideologie                                                                                   | 477       | 0,03   | 0   | 0  | 0   |      |        |  |  |  |  |  |
| | #20                               | Georgische Volksalliantie                                                                                        | 349       | 0,02   | 0   | 0  | 0   |      |        |  |  |  |  |  |
| |                                   | Voor een Nieuw Georgië - Burgerunie                                                                              |           |        |     | 19 | 19  | -111 | [ 28 ] |  |  |  |  |  |
| |                                   | Onafhankelijken                                                                                                  |           |        |     | 20 | 20  | +3   |        |  |  |  |  |  |
| |                                   | Afgevaardigden Abchazische regering in ballingschap                                                              |           |        |     | 10 | 10  | -2   | [ 29 ] |  |  |  |  |  |
| |                                   | Stemmen voor teruggetrokken partijen                                                                             | 50.819    | 3,57   |     |    |     |      | [ 30 ] |  |  |  |  |  |
| Totaal | Totaal                            | Totaal | 1.464.683 | 100    | 150 | 85 | 235 |      |        |  |  |  |  |  |
| |                                   | |           |        |     |    |     |      |        |  |  |  |  |  |
| Subtotaal stemmen | Subtotaal stemmen                 | Subtotaal stemmen                                                                                                | 1.464.683 | 97,78  |     |    |     |      |        |  |  |  |  |  |
| Missende stemmen | Missende stemmen                  | Missende stemmen                                                                                                 | 33.329    | 2,22   |     |    |     |      |        |  |  |  |  |  |
| Totaal uitgebrachte stemmen | Totaal uitgebrachte stemmen       | Totaal uitgebrachte stemmen                                                                                      | 1.498.012 | 100,00 |     |    |     |      |        |  |  |  |  |  |
| Geregistreerde kiezers en opkomst | Geregistreerde kiezers en opkomst | Geregistreerde kiezers en opkomst                                                                                | 2.343.087 | 63,93  |     |    |     |      |        |  |  |  |  |  |
| Bronnen: CESKO, IFES, Publika, IPU,Civil Georgia (districten); Noot: in deze lijst is het percentage van de stemmen berekend o.b.v het totaal aantal geldige stemmen (1.464.683). |                                   | |           |        |     |    |     |      |        |  |  |  |  |  |

## Reacties
- Verenigde Staten - De Verenigde Staten loofden de Georgische autoriteiten voor de vooruitgang die geboekt was om democratische verkiezingen te houden. De woordvoerder van het Department of State stelde dat de VS "het eens zijn met de voorlopige conclusies van de OVSE-waarnemingsmissie, die constateerde dat Georgië lovenswaardige vooruitgang heeft geboekt om deze verkiezingen dichter bij de Europese normen te brengen".[36]
- Europese Unie - De EU onderschreef op 30 maart 2004 de voorlopige conclusies van de OVSE waarnemersmissie en verklaarde "ingenomen te zijn met de bevindingen van de IEOM dat het stemgeheim tijdens deze verkiezingen is verbeterd en dat de media in het algemeen vrijheid van meningsuiting genoot, met uitzondering van Adzjarië". Het bekritiseerde "het volledige gebrek aan inzet van de autoriteiten van Adzjarië" om de voorwaarden voor het houden van "zinvolle democratische verkiezingen" te garanderen. De EU sprak de verwachting uit dat de Georgische autoriteiten "de zorgen van de IEOM wegnemen en constructief blijven samenwerken met de OVSE en de Raad van Europa voor verdere democratisering" en stelde alle Europese beleidsinstrumenten ter beschikking.[37]